# Aire d'attraction de Bayonne (partie française)
L'aire d'attraction de Bayonne (partie française) est un zonage d'étude défini par l'Insee pour caractériser l’influence de la commune de Bayonne sur les communes environnantes. Publiée en octobre 2020, elle se substitue à l'aire urbaine de Bayonne, qui comportait 60 communes dans le dernier zonage qui remontait à 2010.

## Définition
L'aire d'attraction d'une ville est composée d’un pôle, défini à partir de critères de population et d’emploi ainsi que d’une couronne constituée des communes dont au moins 15 % des actifs travaillent dans le pôle. Le pôle d’attraction constitue ainsi un point de convergence des déplacements domicile-travail,.

## Type et composition
L’aire d'attraction de Bayonne (partie française) est une aire inter-départementale qui comporte 56 communes : 41 situées dans les Pyrénées-Atlantiques et 15 dans les Landes.
Elle est catégorisée dans les aires de 200 000 à moins de 700 000 habitants, une catégorie qui regroupe 23,1 % de la population de Nouvelle-Aquitaine et 23,5 % au niveau national.

### Carte

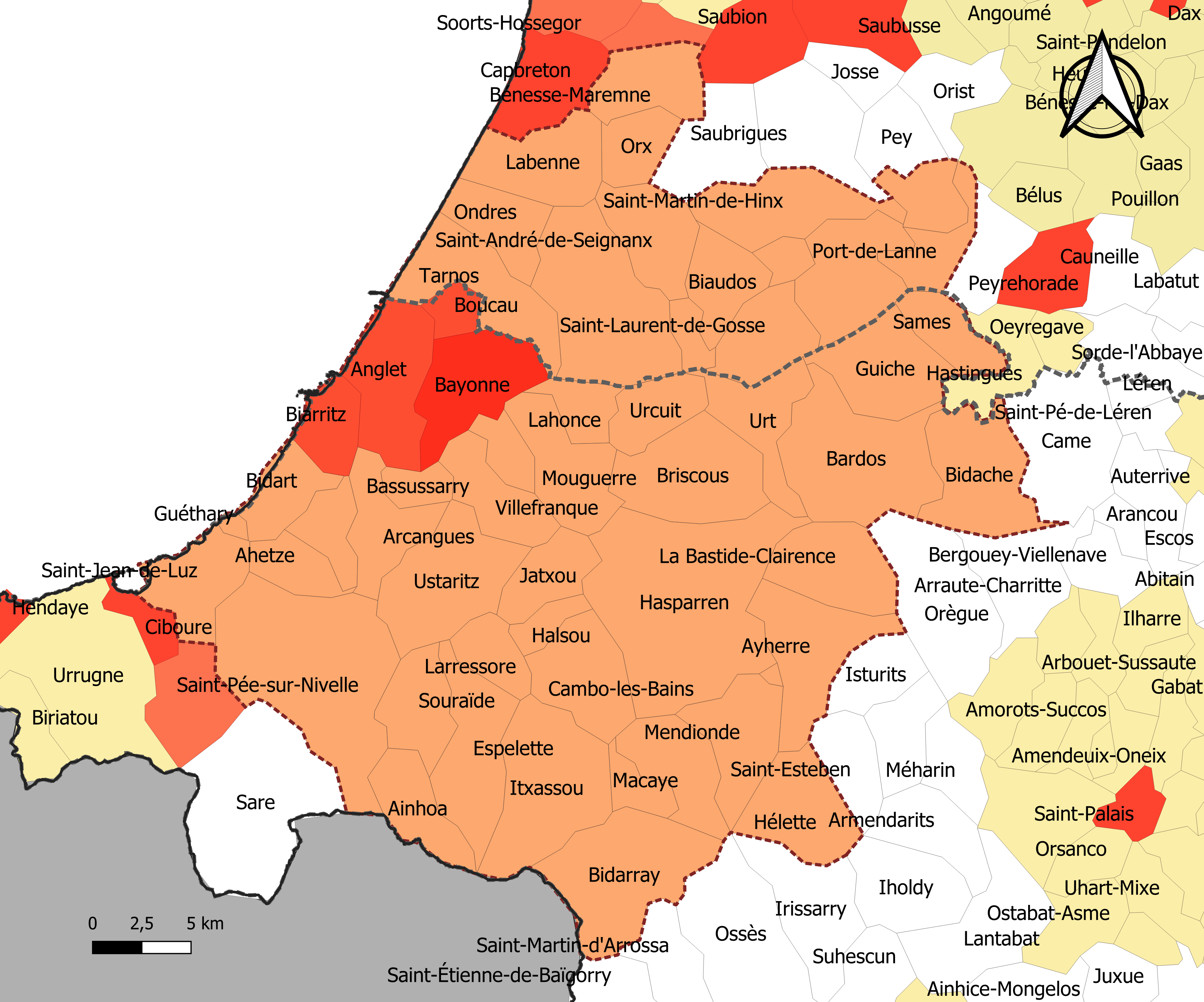
Carte de l'aire d'attraction de Bayonne (partie française).
Commune-centre
Commune du pôle principal
Commune de la couronne

### Composition communale
| Catégorie                  | Département          | Communes | Communes |
| Catégorie                  | Département          | Nombre   | Libellé |
| -------------------------- | -------------------- | -------- | --- |
| Commune-centre             | Pyrénées-Atlantiques | 1        | Bayonne. |
| Communes du pôle principal | Pyrénées-Atlantiques | 3        | Anglet, Biarritz, Boucau. |
| Communes de la couronne    | Pyrénées-Atlantiques | 37       | Ahetze, Ainhoa, Arbonne, Arcangues, Ayherre, Bardos, Bassussarry, Bidache, Bidarray, Bidart, Bonloc, Briscous, Cambo-les-Bains, Espelette, Guéthary, Guiche, Halsou, Hasparren, Hélette, Itxassou, Jatxou, La Bastide-Clairence, Lahonce, Larressore, Louhossoa, Macaye, Mendionde, Mouguerre, Saint-Jean-de-Luz, Saint-Pée-sur-Nivelle, Saint-Pierre-d'Irube, Sames, Souraïde, Urcuit, Urt, Ustaritz, Villefranque. |
| Communes de la couronne    | Landes               | 15       | Bénesse-Maremne, Biarrotte, Biaudos, Labenne, Ondres, Orx, Port-de-Lanne, Saint-André-de-Seignanx, Saint-Barthélemy, Saint-Étienne-d'Orthe, Saint-Laurent-de-Gosse, Sainte-Marie-de-Gosse, Saint-Martin-de-Hinx, Saint-Martin-de-Seignanx, Tarnos. |